# Annie Oakley (serie televisiva)
Annie Oakley è una serie televisiva statunitense in 81 episodi trasmessi per la prima volta nel corso di 3 stagioni dal 1954 al 1957. 
È la prima serie televisive di genere western ad avere come protagonista un'attrice, Gail Davis, secondo un'intuizione del produttore Gene Autry che vide in lei "the first girl western star".
La serie si ispira ad un personaggio reale, Annie Oakley. La sua abilità con il fucile l'aveva resa una leggenda nell'epopea del selvaggio West e una stella degli spettacoli circensi di Buffalo Bill. La fama era tale che la Edison Manufacturing Company ne filmò un'esibizione nei suoi studi per la regia di William Kennedy Laurie Dickson (Annie Oakley, 1894). Altri spettacoli seguirono dopo la sua morte, i quali ne ripercorsero liberamente la biografia: il film La dominatrice (1935) con Barbara Stanwyck, il musical di Broadway Annie Get Your Gun (1946) con Ethel Merman su musiche e testi di Irving Berlin, fino alla versione cinematografica del 1950 Anna prendi il fucile con Betty Hutton. 
Nella serie televisiva Gail Davis è affiancata da Brad Johnson (l'amico sceriffo "Lofty Craig"]) e da Jimmy Hawkins (il fratellino di Annie, "Tagg Oakley"). Sia Davis che Johnson erano veterani di serie televisive di genere western. Il ruolo di Tagg era stato affidato nell'episodio pilota a Billy Gray, che però scelse di unirsi al cast della serie Papà ha ragione che debuttò lo stesso anno. La parte fu così offerta a Hawkins, che già si era segnalato nel cast principale della serie The Ruggles (1949-52) come uno dei migliori attori bambini della televisione americana. 
La serie si distingue per l'alto numero di guest stars che vi presero parte. Ogni episodio di fatto presentava un cast diverso ad eccezione dei tre personaggi principali e di qualche comprimario.
L'impatto della serie sulla cultura popolare fu notevole, generando due serie di fumetti (Annie Oakley and Tagg) da Dell Comics (1953-59) e Gold Key Comics (1965), oltre ad almeno tre libri di avventura per ragazzi scritti da Doris Schroeder e pubblicati da Whitman Publishing Company.

## Trama
Vivendo nella tranquilla città di Diablo, Annie e il suo fratellino Tagg si assicurano che i fuorilegge di passaggio in città non vi rimangano a lungo. Al fianco di Annie è l'amico, pretendente e vice sceriffo Lofty Craig con cui spesso Annie mette in mostra le sue abilità di tiratrice.

## Produzione
La serie fu prodotta negli Stati Uniti da Annie Oakley Productions Inc. e Flying 'A' Productions.

## Distribuzione
Distribuita da CBS Television Film Sales, la serie fu trasmessa negli Stati Uniti dal 1954 al 1957 in syndication da varie stazioni televisive locali. Fu riproposta dalla ABC nel 1959-60 e nuovamente nel 1964-65.

## Episodi
| Stagione         | Episodi | Prima TV USA | Prima TV Italia |
| ---------------- | ------- | ------------ | --------------- |
| Prima stagione   | 26      | 1954         |                 |
| Seconda stagione | 20      | 1954-1955    |                 |
| Terza stagione   | 35      | 1956-1957    |                 |